# Adnan Al-Bursh
Adnan Al-Bursh (en árabe: عدنان البرش‎; Jabaliya, Franja de Gaza, 17 de septiembre de 1974 - prisión de Ofer, Cisjordania, c. 19 de abril de 2024) fue un cirujano ortopédico palestino y jefe de ortopedia en el centro médico más grande de la Franja de Gaza, el Hospital Al-Shifa. Murió en una prisión israelí después de más de cuatro meses de detención. Las autoridades israelíes alegaron que se encontraba detenido por «razones de seguridad nacional».
Durante la invasión israelí de la Franja de Gaza, Al-Bursh fue detenido por el ejército israelí y recluido en la prisión de Ofer, en Cisjordania ocupada por Israel. Las autoridades palestinas y los grupos de defensa de los prisioneros palestinos atribuyeron su muerte a torturas y malos tratos que sufrió mientras se encontraba bajo custodia de Israel, esos mismos grupos destacaron que su muerte fue parte del «proceso sistemático de ataques contra los médicos y el sistema de atención médica en Gaza».  La OACNUDH confirmó que su cuerpo presentaba signos de tortura.

## Biografía
Adnan Al-Bursh nació en 1974 en Jabaliya, al norte de Gaza, donde recibió su educación primaria antes de viajar a Rumania donde estudió medicina. A lo largo de su carrera, fue un destacado cirujano ortopédico palestino que se desempeñó como jefe de ortopedia en el Hospital Al-Shifa, el centro médico más grande e importante de la Franja de Gaza. Al-Bursh estaba casado y tenía cinco hijos. Trabajó como asesor de la selección nacional de fútbol de Palestina.
En noviembre de 2023, durante la invasión israelí de la Franja de Gaza, Al-Bursh quedó atrapado en el asediado hospital Al-Shifa durante 10 días con su sobrino. Posteriormente, las fuerzas israelíes les pidieron que se dirigieran al sur, pero se negó a obedecer y, en cambio, se trasladó al norte para ayudar en el Hospital Indonesio. La esposa de Al-Bursh y sus seis hijos también se negaron a trasladarse al sur y se refugiaron en una de las escuelas que opera la UNRWA en el norte de la Franja de Gaza.
Al-Bursh resultó herido más tarde mientras estaba en el Hospital de Indonesia mientras estaba en el quirófano cuando las Fuerzas de Defensa de Israel (FDI) atacaron esta instalación médica. Tras una tregua, se trasladó al hospital Al-Awda, también en el norte de Gaza.

### Arresto y muerte

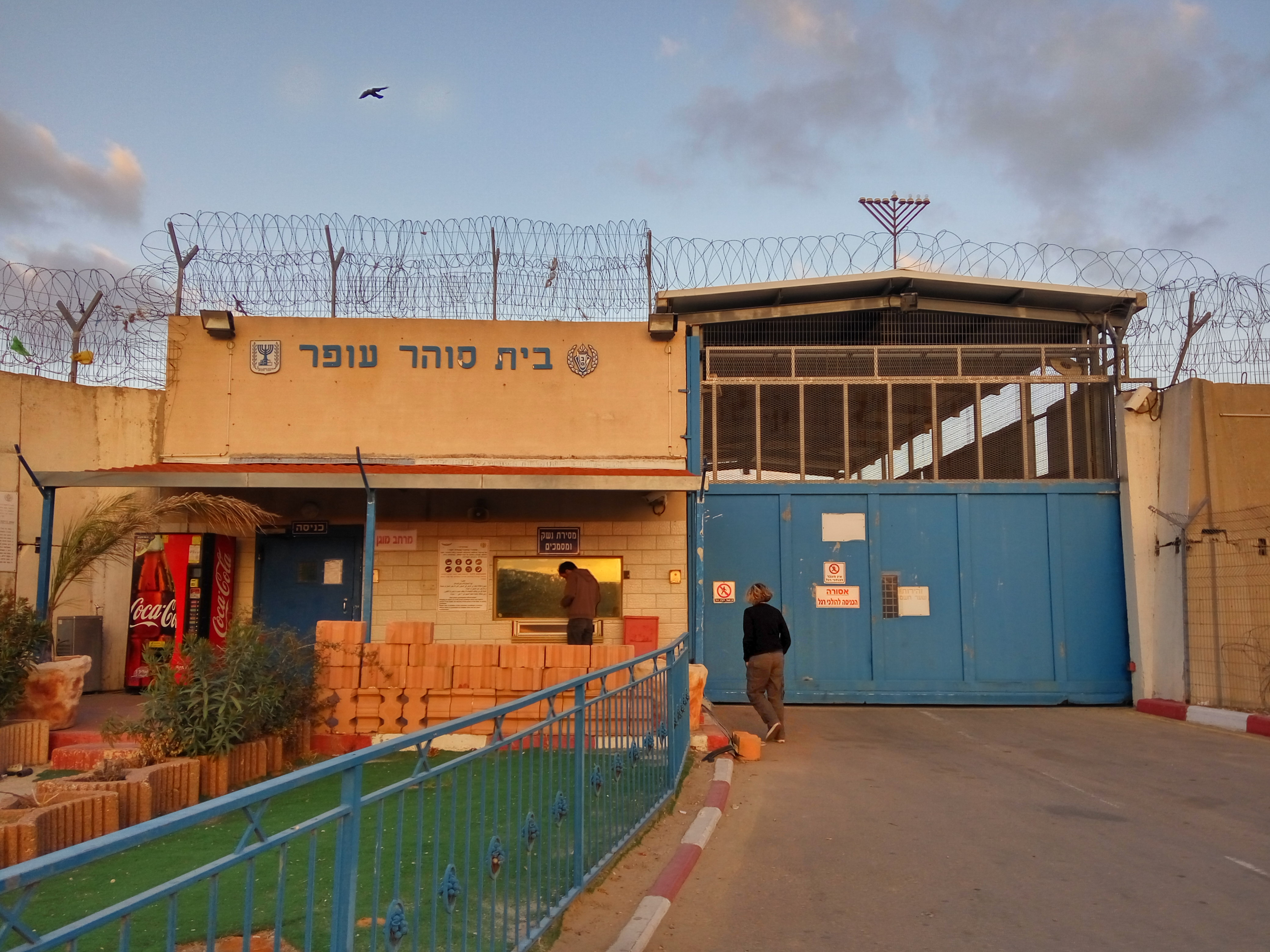
Entrada a la prisión de Ofer donde murió el doctor Adnan Al-Bursh

El 5 de diciembre de 2023, las FDI rodearon el Hospital Al-Awda en el norte de Gaza, donde Al-Bursh trabajaba temporalmente. El director del hospital le dijo que el personal tendría que abandonar el edificio. Según un médico que trabajaba con él allí, las FDI destruirían el hospital si no salían todos los trabajadores varones. El médico de 50 años fue arrestado por las fuerzas israelíes en diciembre de 2023 junto con otros diez trabajadores médicos.
Según fuentes de seguridad israelíes, Al-Bursh fue detenido por razones de seguridad nacional; fuentes de las FDI informaron que era sospechoso de terrorismo. Un comunicado de las FDI a Sky News confirmó que Al-Bursh fue llevado al campo de detención de Sde Teiman, que había estado procesando a prisioneros palestinos desde el comienzo de la guerra y es objeto de múltiples acusaciones de abusos y torturas a prisioneros. Según el Dr. Khalid Hamoudeh, un ex prisionero de Sde Teiman que fue utilizado como asistente por los guardias y al que se le había ordenado recibir a Al-Bursh en las puertas del campo, fue golpeado duramente, no pudo usar el baño sin ayuda y se cree que tenía costillas rotas. Hamoudeh también señaló que tenía dificultades para respirar.
Según las FDI, el procesamiento de Al-Bursh en Sde Teiman finalizó el 20 de diciembre, tras lo cual fue trasladado al Servicio Penitenciario de Israel (IPS). En abril de 2024, fue trasladado a la prisión de Ofer, cerca de Jerusalén, donde murió poco después de su llegada. Cuatro meses después, el 19 de abril de 2024, el Sistema Penitenciario de Israel confirmó la muerte de Al-Bursh mientras se encontraba bajo custodia. Sin embargo, el comunicado de la prisión no proporcionaba detalles sobre la causa de la muerte. Un portavoz del servicio penitenciario dijo que el incidente estaba siendo investigado.
Según un comunicado de la Sociedad de Prisioneros Palestinos, Al-Bursh, murió en la prisión de Ofer, un centro penitenciario administrado por Israel en Cisjordania. Un comunicado de la ONU sobre su muerte confirmó que su cuerpo mostraba signos de tortura.
Las autoridades palestinas y grupos de defensa de los prisioneros palestinos en una declaración conjunta calificaron su muerte de «asesinato» y atribuyeron su fallecimiento a la tortura y los malos tratos que sufrió cuando se encontraba bajo custodia israelí. Los prisioneros liberados dijeron a la familia de Al-Bursh que estaba siendo torturado. Según una declaración proporcionada a HaMoked, una organización israelí de derechos humanos, por un preso que conocía a Al-Bursh, éste resultó herido al llegar a Ofer a mediados de abril y estaba «desnudo en la parte inferior del cuerpo». La declaración decía que los guardias de la prisión lo arrojaron al medio del patio y lo dejaron allí, sin poder levantarse debido a sus heridas. Uno de los prisioneros lo ayudó y lo acompañó a una de las habitaciones. Unos minutos después, se escuchó a los prisioneros gritar desde la habitación a la que entraron, declarando que el Dr. Adnan Al-Bursh (estaba muerto). La Oficina del Alto Comisionado de las Naciones Unidas para los Derechos Humanos confirmó que su cuerpo presentaba signos de tortura.
Su cuerpo permanece bajo custodia israelí y el destino de los demás trabajadores médicos detenidos sigue siendo incierto. En mayo de 2024, la familia de Al-Bursh encargó a un abogado en La Haya que investigara su muerte y ayudara a facilitar la devolución de su cuerpo. El 15 de mayo, la esposa de Al-Bursh y la organización Médicos por los Derechos Humanos-Israel presentaron una solicitud de investigación y autopsia ante el Tribunal de Magistrados de Jerusalén. Días después, Israel accedió a realizar una autopsia, en presencia de un médico en representación de la familia. Hasta junio, Israel no había entregado el cuerpo de Al-Bursh a su familia.

## Reacciones
La Autoridad de Asuntos de Prisioneros y la Sociedad de Prisioneros Palestinos calificaron su muerte como un «asesinato» y parte del «proceso sistemático de ataques contra los médicos y el sistema de atención médica en Gaza». El Ministerio de Salud palestino pidió una investigación inmediata.

| Francesca Albanese | Twitter |
| @FranceskAlbs      |         |

             Un médico. Un cirujano estelar. La personificación de la ética palestina. Probablemente violado hasta la muerte.

El racismo de los medios occidentales que no cubren este asunto, y de los políticos occidentales que no lo denuncian, junto con los miles de otros testimonios y denuncias de violaciones y otras formas de maltrato y tortura que los palestinos han sufrido en las cárceles israelíes, es absolutamente repugnante.
         

        18 de noviembre de 2024

Francesca Albanese, relatora especial de las Naciones Unidas para los Territorios Palestinos ocupados, dijo que estaba «extremadamente alarmada» por la muerte del cirujano palestino e «Insto a la comunidad diplomática a intervenir con medidas concretas para proteger a los palestinos. Ningún palestino está hoy a salvo bajo la ocupación israelí». El 18 de noviembre, Albanese publicó un mensaje en su cuenta oficial de X (antigua Twitter) en la que acusaba a Israel de violar hasta la muerte al doctor Adnan Al-Bursh, también dijo que «el racismo de los medios de comunicación occidentales que no cubren esto, y de los políticos occidentales que no denuncian esto, junto con los miles de otros testimonios y denuncias de violaciones y otras formas de malos tratos y tortura que los palestinos han sufrido en las cárceles israelíes, es absolutamente repugnante».
Tlaleng Mofokeng, relatora especial de la ONU sobre el derecho a la salud, se declaró «horrorizada» por su muerte y lamentó que Al-Bursh «muriera por intentar proteger los derechos a la vida y la salud de sus pacientes». Pidió una investigación internacional sobre su muerte.
Su muerte fue destacada como un ejemplo más de los desafíos y riesgos actuales que enfrentan los trabajadores de la salud en Gaza, con cientos de muertos, heridos o arrestados. El Ministerio de Sanidad afirmó que 492 médicos habían muerto desde el inicio del conflicto el 7 de octubre. La comunidad internacional y las organizaciones de derechos humanos han pedido repetidamente el fin de los ataques contra el personal médico, las instalaciones médicas y la protección de los palestinos bajo la ocupación israelí.
El sobrino de Al-Bursh, Mohammad Al-Bursh, lo describió como una figura «alegre» y «querida» que dedicó su vida a su profesión, trabajando a menudo sin parar durante el apogeo del conflicto en Gaza. Sus colegas lo elogiaron como un «individuo poco común» y la «válvula de seguridad» para los departamentos ortopédicos de los hospitales de Gaza y que a menudo trabajaba incansablemente incluso durante el punto álgido de los conflictos en la región.